# Dance with Me (sång)
Dance with Me är en sång med den ungerska sångaren Zoli Ádok som representerade Ungern i Eurovision Song Contest 2009 i Moskva, Ryssland. Sången kom inte vidare till finalen ifrån den andra semifinalen.